# Rose Bowl 2016
Match précédent Match suivant
Le Rose Bowl 2016 est un match de football américain de niveau universitaire joué après la saison régulière de 2015, le 1er janvier 2016 au  Rose Bowl de Pasadena en Californie.
Il s'agissait de la 102e édition du Rose Bowl.
Le match a mis en présence les équipes de Stanford issue de la Pacific-12 Conference et de Iowa issue de la Conference Big Ten.
Il a débuté à 14:10 (heure locale) et a été retransmis en télévision sur ESPN et sur ESPN Radio et XM Satellite Radio en radio.
Sponsorisé par la société Northwestern Mutual, le match fut officiellement dénommé le Rose Bowl Game presented by Northwestern Mutual.
Le Cardinal de Stanford gagne le match sur le score de 45 à 16.

## Présentation du match
| Équipe                                                                                     | Conférence            | Entraîneur   | Bilan saison rég. | Classement avant le bowl (CFP/AP/Entraîneur) |
| ------------------------------------------------------------------------------------------ | --------------------- | ------------ | ----------------- | -------------------------------------------- |
| Cardinal de Stanford                                                                       | Pacific-12 Conference | David Shaw   | 11-2              | #6/#5/#6                                     |
| Hawkeyes de l'Iowa                                                                         | Big Ten               | Kirk Ferentz | 12-1              | #5/#6/#7                                     |
| Arbitre : Reggie Smith (Big 12) Équipe donnée favorite par les bookmakers : 6 1/2 contre 1 |                       |              |                   |                                              |

### Stanford
Avec un bilan global en saison régulière de 11 victoires et 2 défaites, Stanford est éligible et accepte l'invitation pour participer au Rose Bowl de 2016.
Ils terminent 1er de la division Nord de la Pacific-12 Conference, avec un bilan en division de 8 victoires et 1 défaite. Ils remportent la finale de conférence de Pacific-12, 41 à 22, contre les Trojans d'USC pour afficher un bilan en saison régulière de 11 victoires pour 2 défaites.
À l'issue de la saison régulière 2015 (bowl non compris), ils sont classés 
- #5 au classement AP
- #6 aux classements Coaches et CFP.

Après le Rose Bowl, ils sont classés :
- #3 aux classements Coaches et AP.

Il s'agit de leur 15e participation au Rose Bowl Game (leur troisième sur les quatre dernières années) et y présentent un bilan de 6 victoires, 7 défaites et 1 nul. La dernière victoire remonte au Rose Bowl 2013 (20 à 14 contre les Badgers du Wisconsin) et leur dernière défaite date du Rose Bowl 2014 (20 à 24 contre les Spartans de Michigan State).

### Iowa
Avec un bilan global en saison régulière de 12 victoires et 1 défaites, les Hawkeyes de l'Iowa sont éligibles et acceptent l'invitation pour participer au Rose Bowl de 2016.
Ils terminent 1er de la division Ouest de la Conférence Big Ten, avec un bilan en division de 8 victoires pour aucune défaite. Ils perdent la finale de conférence Big Ten contre les Spartans de Michigan State le 5 décembre 2015, 13 à 16 pour afficher un bilan en saison régulière de 12 victoires pour 1 seule défaite.
À l'issue de la saison régulière 2016 (bowl non compris), ils sont classés :
- #5 au classement CFP
- #6 au classement AP
- #7 au classement Coaches.

Après le Rose Bowl, ils sont classés : 
- #9 au classement AP
- #10 au classement Coaches.

Ils présentent un bilan au Rose Bowl de 2 victoires pour 3 défaites. Leur dernière apparition remontait au Rose Bowl 1991 (défaite 46 à 34 contre les Huskies de Washington) et leur dernière victoire était celle du Rose Bowl 1959 (38 à 12 contre les Golden Bears de la Californie).

## Résumé du match
Temps ensoleillé, 64 °F (18 °C), vent faible de sud ouest de 5 miles à l'heure.
| QT          | Temps       | Drive       | Drive       | Drive       | Équipe      | Description de l'action | Score | Score |
| QT          | Temps       | Jeux        | Yards       | TDP         | Équipe      | Description de l'action | STAN  | IOWA  |
| ----------- | ----------- | ----------- | ----------- | ----------- | ----------- | --- | ----- | ----- |
| 1           | 14 min 49 s | 1           | 75          | 0 min 11 s  | STAN        | TD de 75 yards par RB Christian McCaffrey à la suite d'une passe de réception de QB Kevin Hogan + 1 point de conversion par kicker Conrad Ukropina                        | 7     | 0     |
| 1           | 9 min 13 s  | 8           | 74          | 3 min 32 s  | STAN        | TD à la suite d'une course de 8 yards par QB Kevin Hogan + 1 point de conversion par kicker Conrad Ukropina                                                               | 14    | 0     |
| 1           | 4 min 7 s   | -           | -           | -           | STAN        | TD à la suite d'une interception retournée sur 66 yards par CB Quenton Meeks + 1 point de conversion par kicker Conrad Ukropina                                           | 21    | 0     |
| 2           | 14 min 12 s | -           | -           | -           | STAN        | TD à la suite d'un retour de punt de 63 yards par RB Christian McCaffrey + 1 point de conversion par kicker Conrad Ukropina                                               | 28    | 0     |
| 2           | 8 min 22 s  | 8           | 85          | 3 min 25 s  | STAN        | TD de 31 yards par WR Michael Rector à la suite d'une passe de réception de QB Kevin Hogan + 1 point de conversion par kicker Conrad Ukropina                             | 35    | 0     |
| 3           | 11 min 9 s  | 7           | 51          | 2 min 27 s  | STAN        | FG de 31 yards par kicker Conrad Ukropina | 38    | 0     |
| 3           | 3 min 36 s  | 8           | 4           | 3 min 52 s  | IOWA        | FG de 39 yards par kicker Marshall Koehn | 38    | 3     |
| 4           | 13 min 12 s | 3           | 31          | 1 min 29 s  | IOWA        | TD de 31 yards par WR Matt VandeBurg à la suite d'une passe de réception de QB C. J. Beathard, Marshall mais la tentative de conversion à 1 point par kicker Koehn échoue | 38    | 9     |
| 4           | 2 min 46 s  | 7           | 80          | 2 min 58 s  | IOWA        | TD de 31 yards par RB Akrum Wadley à la suite d'une passe de réception de QB C. J. Beathard + 1 point de conversion par kicker Marshall Koehn kick good                   | 38    | 16    |
| 4           | 1 min 54 s  | 2           | 49          | 0 min 52 s  | STAN        | TD de 42 yards par WR Michael Rector à la suite d'une passe de réception de QB Kevin Hogan + 1 point de conversion par kicker Conrad Ukropina                             | 45    | 16    |
| Score final | Score final | Score final | Score final | Score final | Score final | Score final | 45    | 16    |

## Statistiques
| Statistiques par Équipes               | Statistiques par Équipes        | Statistiques par Équipes           |
| Statistiques                           | ?                               | ?                                  |
| -------------------------------------- | ------------------------------- | ---------------------------------- |
| 1er downs                              | 19                              | 18                                 |
| Conversion de 3e Down                  | 3/10                            | 5/17                               |
| Conversion de 4e Down                  | 1/2                             | 3/4                                |
| Jeux–yards                             | 55 jeux pour 429 yards          | 71 jeux pour 287 yards             |
| Yards à la course                      | 206                             | 48                                 |
| Yards à la passe                       | 223                             | 239                                |
| Passes : Réussies-Tentées-Interceptées | 12/21, 1 int.                   | 21/33, 1 int.                      |
| Réussite en zone rouge/chances         | 2/3                             | 1/2                                |
| TD                                     | 6                               | 2                                  |
| Field Goals                            | 1                               | 1                                  |
| Sacks subis (Nombre-Yards perdus)      | 1 sack subi pour 4 yards perdus | 7 sacks subis pour 10 yards perdus |
| Fumbles (Nombre/Perdus)                | 1/0                             | 2/1                                |
| Pénalités (Nombre/Yards perdus)        | 10/70                           | 7/50                               |
| Temps de possession                    | 27:09                           | 32:51                              |

| Meilleur Joueur (MVP) | Meilleur Joueur (MVP) | Meilleur Joueur (MVP) | Meilleur Joueur (MVP) |
| --------------------- | --------------------- | --------------------- | --------------------- |
| Systèmes              | Noms                  | Équipes               | Postes                |
| Offensif              | Christian McCaffrey   | Stanford              | RB                    |
| Défensif              | Aziz Shittu           | Stanford              | DE/DT                 |

| Statistiques Individuelles | Statistiques Individuelles | Statistiques Individuelles                |
| -------------------------- | -------------------------- | ----------------------------------------- |
| Quaterbacks                |                            |                                           |
| STAN                       | Hogan, Kevin               | 12/21, 223 yards, 3 TDs, 1 int.           |
| IOWA                       | Beathard, C.J.             | 21/33, 239 yards, 2 TDs, 1 int.           |
| Meilleurs Coureurs         |                            |                                           |
| STAN                       | McCaffrey, Christian       | 18 courses, 172 yards, 0 TD               |
| IOWA                       | Daniels, LeShun            | 10 courses, 37 yards, 0 TD                |
| Meilleurs Receveurs        |                            |                                           |
| STAN                       | McCaffrey, Christian       | 4 réceptions, 105 yards, 1 TD             |
| IOWA                       | VandeBerg, Matt            | 4 réceptions, 64 yards, 1 TD              |
| Meilleurs Tackleurs        |                            |                                           |
| STAN                       | Shittu, Aziz               | 8 tacles en solo, 2 assistes et 1,5 sacks |
| IOWA                       | Taylor, Miles              | 7 tacles en solo                          |